# 자크 퐁타닐
자크 퐁타닐, 또는 자크 퐁타니유, 자크 퐁타뉴(프랑스어: Jacques Fontanille, 1948년 9월 28일~) 은 프랑스인 기호학자로서 파리 기호학파의 주요 주창자 중 한 명이다. 현재 동 대학의 교수로 있다.

## 개관
파리 기호학파의 창시자인 알기르다스 줄리앙 그레마스를 사사한 이후, 그와 같이 협력하여 이론적 기호학이나, 문학기호학, 시각기호학 등의 주제를 가지고 그레마스와 협력하거나 또는 단독으로 열 권의 책과 여러 개의 논문과 장들을 저술했다. 그는 그레마스의 주요 연구를 주요 협력자로서 도왔으며, 이와 함께 고등사회과학연구원에서 기호학간 세미나를 주관하고 조직하는 일을 도왔으며, 그레마스의 마지막 저작인 정념기호학 또한 그레마스의 제안을 받아들여 함께 완성한 것이다. 그레마스 사후에, 퐁타닐은 이 과정의 책임을 계속 맡아, 프랑스 대학 학사원에서 자신의 세미나를 지속하기에 이른다. 현재 그는 그레마스를 이은 파리 기호학파의 수장으로 꼽히고 있으며, 또한 프랑스 대학 학사원의 선임 회원이기도 하다.

## 실제 활동
자크 퐁타닐은 2005년부터 2012년까지 프랑스에 소재한 리모주 대학교의 총장을 역임하였으며,, 1994년부터 1996년까지 국제시각기호학협회의 총재를 역임했다.
자크 퐁타닐은 리모주 대학교에서 언어학, 기호학, 문체론, 수사학을 교육하고 있다. 그레마스와는 그의 제안을 받아 정념 기호학을 연구, 완성했으며, 클라우드 질버베르크와는, 긴장의 기호학을 발전시켰다. 그의 최신 연구에는 담화 기호학 (프랑스어: Semiotique du discours, 2003)과 기호학 시리즈(2006), 그리고 soma et sema(2004)가 있다.

## 수훈
- 레지옹 도뇌르 슈발리에 훈장[1]

## 저작
- J. Fontanille; A. J. Greimas (1991). 《Sémiotique des passions: Des etats de choses aux etats d'ame》 (프랑스어). Editions du Seuil. ISBN 2020128985.  (영어 번역 : 《The Semiotics of Passions: From States of Affairs to States of Feelings》. Minneapolis: University of Minnesota Press. 1993. ISBN 0816621047. , 한국어 번역 : 《정념의 기호학: 물적 상태에서 심적 상태 로》. 강. 2014년 3월 28일. ISBN 9788982181894. )